# 石砫土司
石砫土司，又作石柱土司，是中國西南重慶歷史上的一個土司政權，治所位於石砫（今重慶市石柱土家族自治縣）。
石砫以石潼關、砫薄關而名。第一代石砫馬氏土司馬定虎自稱為扶風人，自稱是東漢伏波將軍馬援的第三十九代孫，但據現代學者研究，馬定虎實為土家族，附會為馬援之後。南宋建炎三年，馬定虎與弟弟馬定彪、馬定龍率領部將入川平定夷亂，南宋以其地置石砫安撫司，馬定虎稱為第一代安撫使，節制九溪十八峒。元代改石砫安撫司為石砫軍民府，不久後仍為安撫司。洪武七年，石砫安撫使馬克用遣子馬付德與同知陳世顯入朝，翌年，明朝改石砫安撫司為石砫宣撫司，馬氏世襲為宣撫使。天啓元年（1621年），晉升宣慰使。清乾隆二十六年（1761年），石砫改土歸流，以其地為石砫直隸廳，末代土司馬光仁降為世袭土通判。

## 歷代石砫土司
1. 马定虎
2. 马克用
3. 马良
4. 马应仁
5. 马镇
6. 马黼
7. 马澄
8. 马徵
9. 马龙
10. 马素
11. 马斗斛
12. 覃氏
13. 马千驷
14. 马千乘
15. 秦良玉
16. 马祥麟
17. 马万年
18. 马洪裔
19. 马宗大
20. 马光裕
21. 马孔昭
22. 马光仁

## 石砫地區的其他土司
除了馬氏石砫土司外，石砫地區還有兩名土司：一名是姓陳氏的世襲石砫安撫司同知；另一名是姓冉氏的世襲石砫安撫司僉事。

### 陳氏土司同知
第一代石砫安撫司同知陳溫自稱胡公滿第九十二代孫，隨馬定虎入川。其後人於清順治十六年（1659年）時歸附清朝。何時停襲不詳。
1. 陈温
2. 陈回应
3. 陈高惠
4. 陈世显
5. 陈兴潮
6. 陈纪
7. 陈绍纲
8. 陈宽
9. 陈极广
10. 陈表
11. 陈蕖
12. 陈言
13. 陈思虞
14. 陈治安
15. 陈治宁
16. 陈治宣

### 冉氏土司僉事
南宋紹興元年（1131年），冉守時因平亂之功，授正七品安撫司僉事，子孫世襲此職。
1. 冉守时
2. 冉文燮
3. 冉元保
4. 冉大仕
5. 冉久复
6. 冉必登
7. 冉寅东
8. 冉兴扎
9. 冉通
10. 冉彬
11. 冉茂兰
12. 冉才英
13. 冉允琛
14. 冉翱
15. 冉鹏
16. 冉朝天
17. 冉文爵

冉文爵因妻弟馬千駟追隨播州叛亂，於萬曆二十七年（1599年）奪職停襲。